# Пшасниш
Пшасниш (пољ. Przasnysz) град је у Пољској у Војводству мазовском. По подацима из 2012. године број становника у месту је био 17 430.

## Становништво
| 2012.  |
| ------ |
| 17 430 |

## Партнерски градови
- Званични веб-сајт